# Пурпе (река)
Пу́рпе (Пур-Пе) — река в Ямало-Ненецком автономном округе России, левый приток реки Пякупур, протекает по территории юго-западной части Пуровского района. Берёт начало на Сибирских Увалах в 20 км северо-западнее города Муравленко и впадает в Пякупур на высоте 27 м над уровнем моря в 30 км юго-западнее города Тарко-Сале. Длина 327 км, площадь водосбора 5110 км².
Гидроним восходит к лесн. нен. Пюљпёта — «бурлящая река».
Течёт на северо-восток, крупнейший приток — река Пуритей — впадает в Пурпе слева в 121 км от её устья. Всего в бассейне Пурпе около 50 крупных притоков (длиной более 10 км) и около 150 более мелких. В бассейне реки расположены месторождения углеводородного сырья: Умсейское, Губкинское, Южно-Пурпейское, Восточно-Пурпейское, Новопурпейское, Комсомольское, Северо-Комсомольское и другие.
Основной источник питания реки — талые снеговые воды. Половодье обычно продолжается 2 месяца — с середины мая (может начаться раньше, в конце апреля) до середины июля и приносит половину годового стока воды. Пик половодья наступает через 2 недели после начала. Июнь — самый многоводный месяц. Наибольшая разность уровня воды в низовьях около 4 метров.
Летом и осенью в межень случаются дождевые паводки. Пурпе замерзает во второй-третьей декаде октября (в среднем 18-20 октября), ледостав продолжается в среднем 200 дней, к концу зимы толщина ледяного покрова достигает 80-85 см. При замерзании и вскрытии происходит кратковременный ледоход. Март и апрель являются самыми маловодными месяцами.
Средний многолетний годовой расход воды около 50 м³/с, годовой сток 1,5 км³.

## Притоки
(расстояние от устья)
- 51 км: река Валёкъяха;
- 61 км: река Тоньяха;
- 82 км: протока Якунеме;
  - 3 км: Халокуяха;
  - 5 км: Есереяха;
- 103 км: река Ноутойяха;
- 121 км: река Пуритей;
- 127 км: река Нярцояха;
- 136 км: река Ванчаруяха;
- 153 км: река Хальмеръяха;
- 185 км: река Ханчейяха;
- 188 км: река Хасуйяха;
- 199 км: река Тыдэяха;
- 200 км: река Хадутейяха;
- 212 км: река Икэйяха;
- 221 км: река Тодотояха;
- 236 км: река Умсэйяха;
- 257 км: река Ихъяха[8].

## Данные водного реестра
По данным государственного водного реестра России относится к Нижнеобскому бассейновому округу, водохозяйственный участок реки — Пур. Речной бассейн реки — Пур.
Код объекта в государственном водном реестре — 15040000112115300056612.